# Dimitar Gerdzhikov
Dimitar Gerdzhikov (en bulgare : Димитър Герджиков) est un biathlète bulgare, né le 27 mars 1992 à Tchepelare.

## Biographie
Dimitar Gerdzhikov court dans l'équipe nationale depuis 2008, participant aux Championnats du monde junior. Il obtient ses premiers résultats significatifs aux Championnats du monde junior de biathlon d'été en 2013, remportant deux médailles.
En janvier 2014, il fait ses débuts en Coupe du monde à Oberhof. En 2015, il est sélectionné pour son premier championnat du monde, à Kontiolahti. C'est encore à Oberhof qu'il marque ses premiers points dans la Coupe du monde avec une 38e place sur la poursuite en 2017.
Aux Jeux olympiques d'hiver de 2018, il est 81e du sprint, 43e de l'individuel et 16e du relais.
Aux Championnats du monde 2019, il est notamment 21e de l'individuel, ce qui est son meilleur résultat sur la scène internationale.

## Vie privée
Dimitar Gerdzhikov est en relation avec la biathlète Desislava Stoyanova, s'engageant en 2016.

## Palmarès

### Jeux olympiques d'hiver
| Épreuve / Édition                | Individuel | Sprint | Poursuite | Départ en masse | Relais | Relais mixte |
| Jeux olympiques 2018 Pyeongchang | 43e        | 81e    | —         | —               | 16e    | —            |

Légende :
- - : Non disputée par Gerdzhikov

### Championnats du monde
| Édition / Épreuve       | Individuel | Sprint | Poursuite | Mass start | Relais | Relais mixte | Relais mixte simple              |
| ----------------------- | ---------- | ------ | --------- | ---------- | ------ | ------------ | -------------------------------- |
| Kontiolahti 2015        | 81e        | —      | —         | —          | 16e    | —            | Épreuve inexistante à cette date |
| Oslo 2016               | 77e        | —      | —         | —          | —      | —            | Épreuve inexistante à cette date |
| Hochfilzen 2017         | 81e        | 70e    | —         | —          | —      | 17e          | Épreuve inexistante à cette date |
| Östersund 2019          | 21e        | 56e    | 48e       | —          | 9e     | —            | —                                |
| Antholz-Anterselva 2020 | 77e        | 57e    | 52e       | —          | 11e    | 24e          | —                                |
| Pokljuka 2021           | 50e        | 49e    | LAP       | —          | 16e    | 15e          | —                                |

Légende :
- : première place, médaille d'or
- : deuxième place, médaille d'argent
- : troisième place, médaille de bronze
- — : non disputée par Gerdzhikov
- : pas d'épreuve
- DNS : non partant

### Coupe du monde
- Meilleur classement général : 74e en 2019.
- Meilleur résultat individuel : 21e.

#### Différents classements en Coupe du monde
| Année     | Classement général final | Sprint | Poursuite | Individuel | Mass start |
| 2016-2017 | 100e                     | 93e    | 78e       | -          | -          |
| 2018-2019 | 74e                      | 83e    | -         | 48e        | -          |